# Human Head Studios
Human Head Studios — фирма-разработчик компьютерных игр, расположенная в штате Висконсин.

## История
Human Head была основана в 1997 году группой из шести разработчиков, работавших ранее в Raven Software. Первоначальный список сотрудников — Крис Райнхарт, Пол МакАртур, Бен Гоки, Тед Хальстед, Джим Самвольт, Шейн Гурно. Позднее к ним присоединился продюсер игр Тим Герритсен. Первой разработанной игрой компании является экшен-слешер от третьего лица про викингов Rune.
В 2002 году внутри компании было создано подразделение, занимающееся созданием ролевых, настольных и карточных игр. В июле 2006 фирма выпустила шутер от первого лица Prey. Игра находилась в финальной стадии разработки Human Head пять лет по заказу 3D Realms.
В апреле 2007 года в новостях появилось сообщение о частичном разрушении штаб-квартиры Human Head в результате пожара. Никто не пострадал. 1 октября 2007 года компания переехала обратно в отремонтированный офис.
Весной 2014 года была выпущена игра Minimum.
12 ноября 2019 года Human Head выпустила свою последнюю игру — Rune II. На следующий день, 13 ноября, студия была закрыта, её активы были выкуплены компанией Bethesda Softworks, а сотрудники перешли в её новую дочернюю студию — Roundhouse Studios.

## Игры студии
| Год      | Название                                         | Платформа(-ы)                    | Издатель                |
| -------- | ------------------------------------------------ | -------------------------------- | ----------------------- |
| 2000     | Blair Witch Volume II: The Legend of Coffin Rock | Windows                          | Gathering of Developers |
| 2000     | Rune                                             | Windows, Mac OS, Linux           | Gathering of Developers |
| 2001     | Rune: Halls of Valhalla                          | Windows                          | Gathering of Developers |
| 2001     | Rune: Viking Warlord                             | PlayStation 2                    | Take-Two Interactive    |
| 2004     | Dead Man's Hand                                  | Windows, Xbox                    | Atari                   |
| 2006     | Prey                                             | Windows, macOS, Linux, Xbox 360  | 2K Games                |
| 2012     | Fort Courage                                     | iOS                              | Human Head Studios      |
| 2014     | Minimum                                          | Windows                          | Atari                   |
| 2015     | Lost Within                                      | iOS, Android                     | Amazon Game Studios     |
| 2018     | The Quiet Man                                    | Windows, PlayStation 4           | Square Enix             |
| 2018     | Survived By                                      | Windows                          | Digital Extremes        |
| 2019     | Rune II                                          | Windows                          | Ragnarok Game LLC       |
| отменена | Daikatana 2                                      | Windows                          |                         |
| отменена | Prey 2                                           | Windows, Xbox 360, PlayStation 3 |                         |

## Другие продукты
- Redhurst Academy of Magic (2002)
- Gothica: Dracula’s Revenge (2003)
- Gothica: The Halloween Scenarios (2004) (только онлайн-версия)
- Gothica: Frankenstein’s Children (2005)
- Villainy — The Supervillainous Card Game (2006)
- Normal, Texas Roleplaying Game (2006)